# Ramsharde

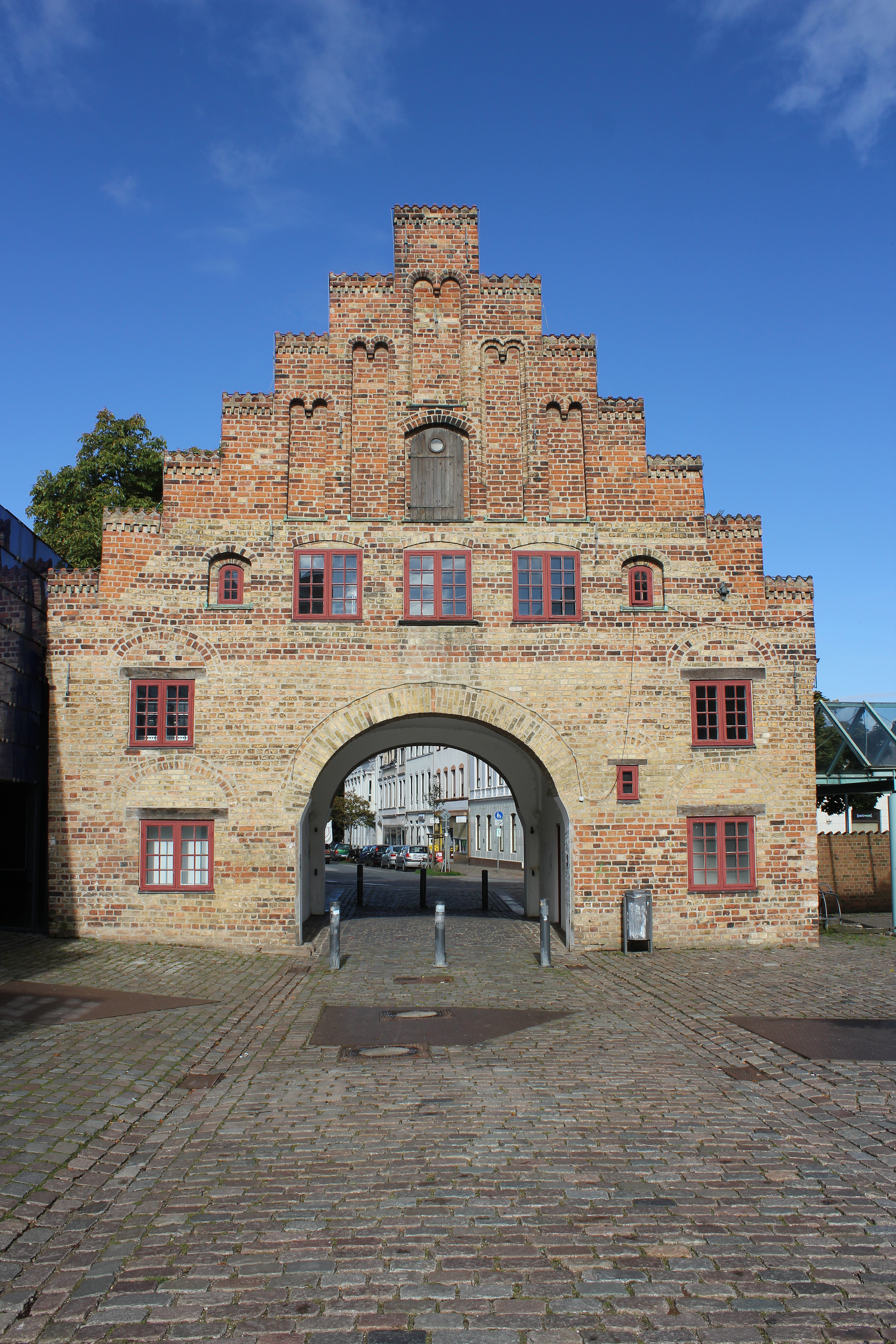
Das Nordertor markierte einst die Stadtgrenze und stellt so den nördlichsten Teil Gertrudenviertels dar. Es wurde früher auch „Ramsharder Tor“ genannt.

Die Ramsharde (dänisch Ramsherred), früher auch St. Gertrud genannt, war der nördliche Teil der Flensburger Altstadt und einer der vier ursprünglichen Siedlungskerne der Stadt. Ramsharde umfasste somit das Gebiet vom Nordertor bis zur Neuen Straße nördlich der Marienkirche. Die heutige Ramsharde liegt an anderer Stelle, nämlich wesentlich nördlicher in Flensburg.

## Die ursprüngliche Ramsharde (Gertrudenviertel)

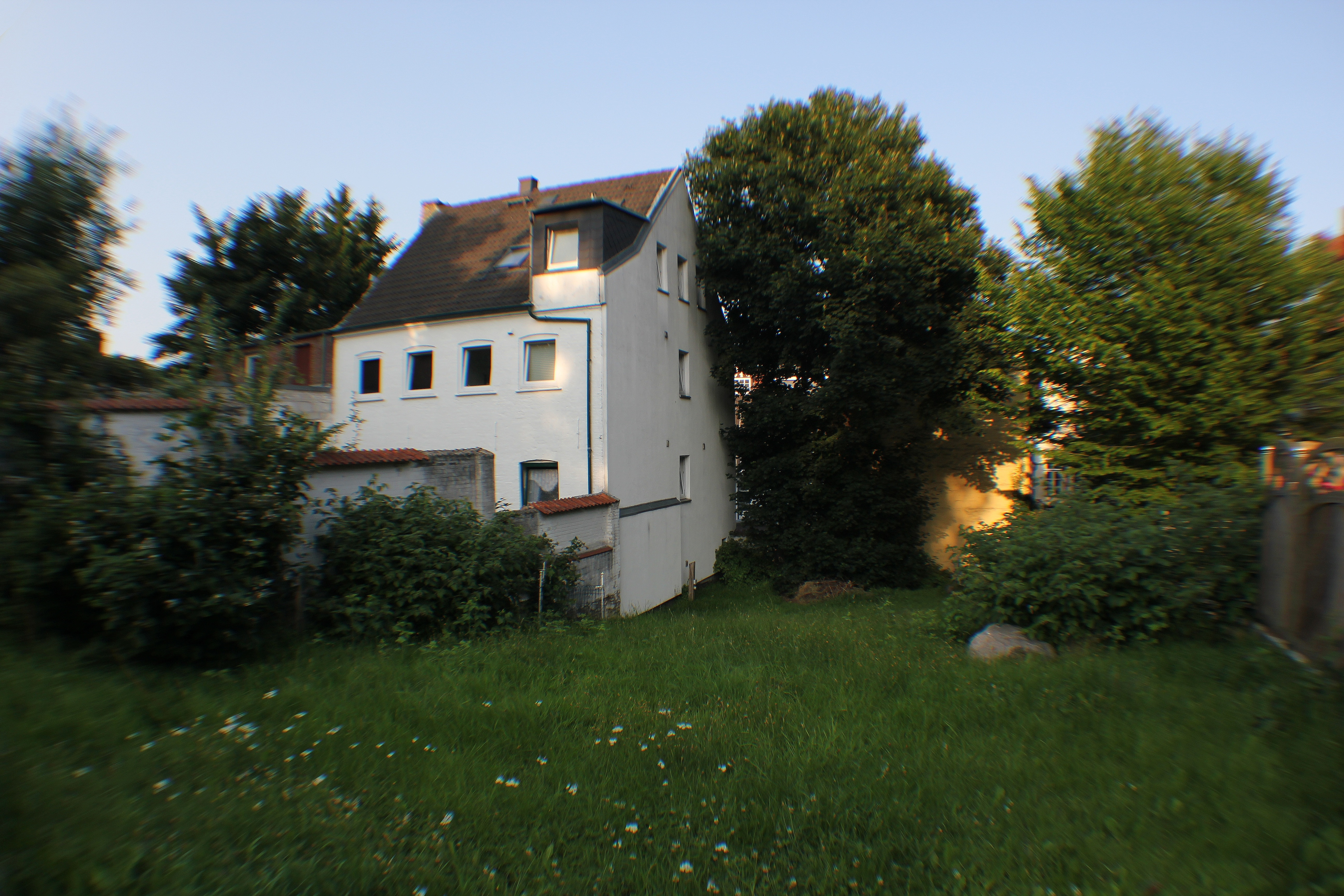
Der Standort der alten St. Gertrud-Kapelle, die zeitweise wohl auch als Schlosskapelle der Duburg diente.

Im Jahre 1285 kam das Gebiet der Ramsharde zur Stadt. Der Name Ramsharde bedeutet wohl wörtlich in die moderne Schriftsprache übertragen: Ramsch-Harde und bezeichnet damit wohl ein weniger begütertes Stadtgebiet. Entsprechende Bezeichnungen gibt es beispielsweise auch in Flensburgs nördlicher Nachbarstadt Apenrade (dort ebenfalls der nördliche Teil der Altstadt) und in Odense. Im Gegensatz zu den südlich anschließenden Kernsiedlungen um St. Marien und St. Nikolai hatte die Ramsharde lange Zeit eher vorstädtischen Charakter und war nur mit Palisadenwerk umschlossen. Der Weg von und nach Norden zur Stadt führte jedoch durch die Ramsharde, ebenso von und zur die Stadt schützenden Duburg. Zwar verlor der Stadtteil noch vor der Reformation seine eigene Kirche St. Gertrud, die wahrscheinlich ohnehin nur eine von St. Marien abhängige Kapelle war, doch siedelten sich ab dem 16. Jahrhundert an der Hafenseite immer mehr Kaufleute an. So sind bis heute einige der typischen Kaufmannshöfe erhalten geblieben. Aus einem derselben entstand schon im frühen 17. Jahrhundert der Oluf-Samson-Gang, die wohl bekannteste Gasse der Stadt. Noch älter sind wohl die nördlich parallel gelegenen Hafengassen Norderfischerstraße und Herrenstall. 1596 wurde der Stadtteil nach Norden hin zum heutigen Nordertor erweitert. Erst ab 1796 durfte auch auf dem Stadtfeld gebaut werden, so dass unmittelbar nördlich der Ramsharde die Neustadt entstand.
In der alten Ramsharde ist der Altstadtcharakter noch gut zu erkennen, obwohl in der Gründerzeit einige der kleineren Giebelhäuser auf der Westseite der Norderstraße durch zeittypische Bauten ersetzt wurden. Noch größere Eingriffe gab es zwischen 1959 und 1974, als im mittleren Bereich der Norderstraße zunächst die Dansk Centralbibliotek for Sydslesvig, dann gegenüber ein Supermarkt und das Gesundheitsamt errichtet wurden, wobei zahlreiche alte Giebelhäuser und Höfe vernichtet wurden. Pläne zum Komplettabriss des Viertels und autogerechten Ausbau der Norderstraße wurden jedoch nicht verwirklicht. Stattdessen setzte ein Umdenken ein, und wesentliche Teile der Altbausubstanz wurden bis in die 1990er Jahre hinein saniert und das Viertel damit wieder belebt, allerdings verlor die Norderstraße seit den 1990er Jahren einen erheblichen Teil ihres traditionsreichen Geschäftslebens. Da der durch die Ramsharde führende Abschnitt des Flensburger Hauptstraßenzuges Norderstraße genannt wurde (und wird), geriet der historische Name wohl allmählich in Vergessenheit, als die Stadt über ihre alten Grenzen hinauswuchs. Zudem wird heutzutage ein ganz anderes Gebiet in Flensburg Ramsharde genannt. Ähnlich wie der Bezeichnung Ramsharde erging es der Bezeichnung St. Gertrud. Im Westen von Ramsharde im Stadtteil Westliche Höhe wurde in den 1950er Jahren eine neue Kirchengemeinde namens St. Gertrud gegründet. Heutzutage wird von der Flensburger Stadtverwaltung das alte Gertrudenviertel unter dem Bezirksnamen Nordertor dem Stadtteil Altstadt (Flensburger Innenstadt) zugeordnet.

## Die heutige Ramsharde (Ramsharder Feld)
Der Name Ramsharde ist heutzutage also kaum noch für die ursprüngliche Ramsharde bekannt. Seit den 1920er Jahren trägt zudem eine weiter nördlich gelegene Straße den Namen Ramsharde, und auf neueren Karten wird das Stadtgebiet Ramsharde unterhalb dieser Straße und damit wesentlich nördlicher verortet. Die besagte Straße war ursprünglich ein Weg auf dem zur alten Ramsharde gehörenden Teil des Stadtfeldes, welches den Namen Ramsharder Feld trug. Daher ist der TTC Ramsharde auch ein Verein des Stadtteils Nordstadt und des Stadtbezirks Klues. Heutzutage meint man also im allgemeinen Sprachgebrauch in Flensburg mit dem Begriff Ramsharde das besagte Gebiet nahe dem Katharinenhof, welches zum Stadtbezirk Klues gehört sowie große Teile des Stadtbezirks (Harrisleer) Kreuz darstellt. Die Schule Ramsharde befindet sich ebenfalls in diesem Gebiet. In dem Ramsharder Gebiet liegt auch die ehemalige Grenzland-Kaserne.